# Estação Thiais - Orly
Thiais - Orly é uma estação do Metrô de Paris, localizada na comuna de Thiais no departamento de Vale do Marne.

## Localização
Como parte do Grand Paris Express, esta estação subterrânea da linha 14 está implantada ao longo de um eixo norte-sul, ao sul dos trilhos do RER C e ao norte da avenue du Docteur-Marie. A sua entrada em serviço está prevista para 2024 com ligação à estação de Pont de Rungis.
Ela está implantada no atual estacionamento da Air France. O volume subterrâneo da estação será encimado por um edifício de acesso aos passageiros, que emergirá na superfície e acolherá o hall de entrada, o posto de vendas, os pedágios, um estacionamento para bicicletas e os serviços locais. Este edifício de passageiros terá dois acessos: um acesso Norte, que permite o acesso ao RER C, e um acesso Leste, que levará a uma grande praça, para intermodalidade com ônibus e modos suaves. As plataformas da linha 14 terão aproximadamente 26 metros de profundidade.
O projeto da estação ficou a cargo do grupo liderado pela SETEC TPI e SYSTRA Engineering, bem como ao gabinete de arquitectura Valode et Pistre Architecte.
O artista Lyes Hammadouche desenhou uma obra artística para esta estação em coordenação com o arquitecto Denis Valode.
Em março de 2018, a sua construção foi confiada à Razel-Bec (gestora), subsidiária do Grupo Fayat, em consórcio com Eiffage Génie Civil, Sefi-Intrafor, Eiffage Fondations e I.CO.P.
A estação serviu de ponto de entrada para a tuneladora Claire que escavou para o poço Jean-Prouvé e como ponto de saída para a tuneladora Koumba vinda do poço Morangis.

## História
A estação foi inicialmente nomeada Pont de Rungis, em homenagem ao nome dos pontos existentes de ônibus e da estação do RER C, no setor. Após a divulgação dos novos nomes de algumas estações da linha 14 sul prolongada, vários prefeitos de Vale do Marne manifestaram o seu desacordo sobre este assunto para três estações que, segundo eles, não correspondem aos locais onde estão estabelecidas.
Em setembro de 2022, em carta dirigida ao Conselho Departamental de Vale do Marne, foi anunciado que a estação seria renomeada Thiais - Orly, com o subtítulo Pont de Rungis.